# Giuseppe Oriol
Giuseppe Oriol, ovvero Josep Oriol i Bogunyà (Barcellona, 23 novembre 1650 – Barcellona, 23 marzo 1702), è stato un presbitero spagnolo, dichiarato santo da papa Pio X nel 1909.

## Biografia
Figlio di Giovanni Oriòl, tessitore di seta, e Geltrude Bugugnà. Studiò come chierico dai Cappellani Beneficiati della sua parrocchia. Agli studi unì la vita religiosa ricevendo la tonsura e i primi due ordini minori a 19 anni e gli altri due a 20. Nel 1674 si laureò in teologia presso all’università di Barcellona. Divenuto sacerdote nel 1676 entrò in servizio come precettore nella casa di don Tommaso Gasnèri. Nel 1685, dopo la morte della madre, si recò in pellegrinaggio a Roma, dove, dopo 9 mesi, Papa Innocenzo XI gli conferì il beneficio sulla Cappella di San Leopardo della Chiesa di Santa Maria del Pi. Tornato a Barcellona riprese la sua vita di orazione e cura degli infermi. Si distinse per i continui digiuni e le penitenze a cui usava sottoporsi. Amava ripetere: “Abbiate vera fiducia di dovervi tutti salvare: tutti andremo al Cielo, essendo morto a questo fine il nostro divin Redentore”. Le sue prediche traevano forza e ispirazione dai sermoni di Giovanni Thaulero. Morì in odore di santità ed ebbe fama di taumaturgo.

## Culto
Beatificato nel 1806 da papa Pio VII, venne proclamato santo da papa Pio X il 20 maggio 1909.
La sua memoria liturgica viene celebrata il 23 marzo.